# Ernst Curtius
Ernst Curtius, régi magyarosított nevén Curtius Ernő (Lübeck, 1814. szeptember 2. – Berlin, 1897. július 11.) a 19. század jelentős német régésze és történésze.

## Élete és művei
A bonni, göttingeni és berlini egyetemeken nyelvészetet tanult és 1837-ben Brandis tanárt Görögországba kísérte. Miután egy ideig Olaszországban is tartózkodott, visszatért Németországba és 1841-ben Halleban doktori oklevelet nyert. 1843-ban a berlini egyetemen magántanár lett. Geibel költővel együtt műfordításokat adott ki görök költőkből: Klassische Studien c. alatt (Bonn 1840) és ezt követték következő munkái: Anecdota delphica (Berlin 1843); Inscriptiones atticeduodecim (uo. 1843) és: Die Akropolis von Athen (uo. 1844). 1844-től 1849-ig rendkívüli tanár volt a berlini egyetemen és egyúttal a későbbi III. Frigyes német császár nevelője.
1856-ban a göttingeni egyetem hívta meg tanárnak, honnan 1868-ban a berlini egyetemhez neveztetett ki az ókori művészet-történelem tanárává és a királyi múzeum régiségi osztályának igazgatójává. 1853-tól fogva tagja volt a berlini tudományos akadémiának és állandó titkára a nyelvészet-történelmi osztálynak. Ismételt görögországi és kis-ázsiai utazásainak eredményei a göttingai tudós társaság és a berlini akadémia értekezéseiben jelentek meg. Külön is megjelentek: Naxos (Berlin 1846); Olympia (uo. 1852); Die Jonier (uo. 1855); Über den religiösen Charakter der griechischen Münzen; Beiträge zur Geschichte und Topographie Kleinasiens (uo. 1872); Ephesos (uo. 1874).
Ünnepi beszédei, amelyeket mint göttingai tanár tartott, 1864-ben Berlinben jelentek meg; a Berlinben tartott beszédeit: Altertum und Gegenwart c. alatt 3 kötetben uo. adta ki 1875, 1882 és 1890; ezek már több kiadást értek.
Fő művei: Der Peloponnesos, mely a görög föld e fontos részének történelmét, mondáit és művészeti emlékeit tárgyalja; továbbá: Griechische Geschichte (Berlin 1857-1861, 6 kötet; eddig 6 kiadás), magyarul Fröhlich Róbert fordításában (Budapest 1875-1880, 6 köt., le van továbbá fordítva franciára, olaszra és spanyolra); e nagyszabású, elragadó tollal írt munkában különösen a műveltség-történelmi mozzanatokat öleli fel kiváló előszeretettel. A mű enemű fejezetei sikerültebbek is a történetieknél. Curtius felfogása és alapnézete sokáig dominált a modern görög hisztoriográfia terén és nagyszámú tanítványai sokáig hirdették a mester tanait. Később azonban ellenmozgalom támadt, amelynek vezérei, mint Pöhlmann, Beloch, Holm és különösen Busolt, Curtiusnak nem egy kedvelt sarktételét ingatták meg. Így a iónok vándorlásáról szóló nézetét, Periklész és ellenfeleinek elfogult megítélését, az athéni politikai institúciók fejlődéséről szóló tanát stb. Mindez azonban semmit sem von le a nagy tudós érdemeiből, ki előrehaladt kora dacára is lelkesedést lehelt tanítványainak lelkébe, rajongással csüngött a klasszikus világ emlékein és ernyedetlen figyelemmel kisérte az újabb leleteket. A porosz udvar bizalmával tüntette ki, a berlini egyetemnek és német tudománynak pedig egyik korifeusa volt.
Művei közül még említendők: Sieben Karten zur Topographie von Athen mit erläuterndem Text (Gotha 1868). Kaupert társaságában adta ki az Atlas v. Athen c. művet (Berlin 1878) és: Karten von Attika (6 füz.). A porosz kormány nevében Olympiában rendezett ásatásokról Adler- és Hirschfelddel szövetkezve a következő díszmunkát adta ki: Die Ausgrabungen von Olympia (Berlin 1877-78, 3 köt.). Akadémiai értekezéseinek száma szinte áttekinthetetlen. A későbbiek ezek: Gebäudereste der Akropolis. (a berlini régész társulat jelentései között, 1889); Über Wandgemälde in Athen stb. (uo.); Die Palästra von Olympia (uo.); Topographie von Olympia (uo.); Wie die Athener Jonier wurden (Hermes 1890); Studien zur Gesch. d. griech. Olymps (Berlini akad. értek. 1890); Über d. Haketompedon (Rég. társ. 1890); Der conservative Zug im Volkscharakter der Athener. Ünnepi beszéd (Berlin 1890); Graf Moltke (berlini akad. értek. 1891); Athen u. Rom (Berlin 1891). 77 éves korában a következő nagy munkával örvendeztette meg nagyszámú tisztelőit: Die Stadtgeschichte von Athen (Milchöfer és Kaupert közreműködésével, Berlin 1891). 1893 április havában előrehaladt kora miatt a berlini akadémia titkári állásáról leköszönt; Vahlen lett utóda.

## Magyarul megjelent művei
- Athen Perikles korában; Curtius után Pór Antal; Ráth, Pest, 1868
- Curtius Ernő: A görögök története I–VI. (A Magyar Tudományos Akadémia Könyvkiadó Vállalata), ford. Fröhlich Róbert; MTA, Budapest, 1875–1880